# Glenn Yarbrough
Glenn Yarbrough (Milwaukee, Wisconsin; 12 de enero de 1930 - Nashville, Tennessee; 11 de agosto de 2016) fue un cantante folk estadounidense. Fue el cantante solista de The Limeliters entre 1959 y 1963, y también tuvo una fértil carrera musical en solitario, grabando con varios sellos discográficos.

## Biografía
Glenn nació en Milwaukee (Wisconsin) y estudió en el St. John's College de Annapolis (Maryland). 

### Carrera musical
En 1957 fue uno de los primeros cantantes en grabar la canción tradicional «The House of the Rising Sun» para Elektra Records.
Entre otros éxitos de su carrera, Yarbrough puso su voz para las versiones animadas de El hobbit (1977) y El retorno del Rey (1980) producidas por Rankin/Bass Productions, Inc., cantando temas como «The Road Goes Ever On» y «Frodo of the Nine Fingers». También cantó el tema principal en el especial navideño The Christmas That Almost Wasn't (1966).
El mayor hit entre los sencillos de Glenn Yarbrough fue «Baby the Rain Must Fall» (el tema principal de la película del mismo título), que alcanzó el puesto 12 en las listas de pop, y el 2 en las de easy listening en 1965, y, según los críticos de Covington (Luisiana), fue una de las 100 canciones más exitosas de 1965. 
Su estilo de cantar único es parodiado en un episodio de la serie de dibujos animados South Park titulado «The Death Camp of Tolerance».

### Navegante
Glenn Yarbrough fue también un consumado marino, que ha poseído (y habitado) tres yates singulares a lo largo de su vida:
- el Armorel, construido enteramente en teca y aún en uso:
- el Jubilee, en cuya construcción colaboró Glenn personalmente durante tres años; y
- el Brass Dolphin, un junco chino que, según Yarbrough, ha navegado por todo el mundo salvo el océano Índico.[cita requerida]

## Discografía

### Álbumes en solitario
| - 1951: Follow the Drinking Gourd / The Reaper's Ghost - 1957: - Come Sit By My Side - Glenn Yarbrough o Here We Go Baby - 1958: Marilyn Child and Glenn Yarbrough Sing Folk Songs - 1964: - Time To Move On - One More Round - 1965: - Come Share My Life - Baby The Rain Must Fall - It's Gonna Be Fine - 1966: - The Lonely Things - Live at the Hungry - 1967: - For Emily, Whenever I May Find Her - Honey and Wine - 1968: - The Bitter and the Sweet - Let The World Go By - We Survived The Madness - Each of Us Alone - 1969: - Somehow Someway - Glenn Yarbrough Sings the Rod McKuen Songbook - Yarbrough Country - 1970: - Let Me Choose Life - Jubilee - The Best of Glenn Yarbrough - 1971: - Bend Down and Touch Me - Glenn Yarbrough and The Havenstock River Band | - 1974: - Kaleidoscope: Glenn Yarbrough Sings Rod McKuen - My Sweet Lady - 1977: - The Hobbit: Original Soundtrack - Easy Now - 1978: Live at The Troubadour - 1981: Just a Little Love - 1983: - Stay With Me - Most Loved Songs - 1985: Sentimental Favorites / Treasury of Love Songs - 1987: - Love for Life - Divine Love - 1991: I Could Have Been a Sailor - 1992: - Holiday Harbor - Christmas With Glenn Yarbrough - 1993: - Dreamland - On My Butt (sencillo compacto) - 1994: - I Think of You - Family Portrait (con Holly Yarbrough) - Forgotten Carols - 1995: - Chantyman - Live sat Harrah's Reno - 1996: Annie Get Your Gun (con Holly Yarbrough) - 1997: All Time Favorites - 2004: Old Fashioned Love Story - 2005: Heaven Help Us! - Hallado recientemente: San Francisco Set (I y II) |